# Deparia
Deparia es un género de helechos de la familia  Athyriaceae.

## Especies seleccionadas
- Deparia acrostichoides (Sw.) M. Kato
- Deparia albosquamata (M. Kato) Nakaike
- Deparia allantodioides (Bedd.) M. Kato
- Deparia boryana (Willd.) M. Kato
- Deparia concinna (Z.R. Wang) M. Kato
- Deparia conilii (Franch. & Sav.) M. Kato